# Polytheismus
Polytheismus (von altgriechisch polys ‚viel‘, und altgriechisch θεοί theoi, deutsch ‚Götter‘) oder Vielgötterei bezeichnet die religiöse Verehrung einer Vielzahl von Göttinnen, Göttern und sonstigen Gottheiten oder Naturgeistern. Es handelt sich um Formen der Spiritualität oder Kult- bzw. Religionsformen, in denen das Handeln mehrerer, persönlich vorgestellter Götter angenommen wird. Dieses Handeln wird dargestellt als aufeinander bezogen, auf die Welt gerichtet und die Menschen betreffend. Eine polytheistische Religion unterscheidet sich vom bloßen Vorhandensein mehrerer Götterkulte in einer Ethnie durch eine „Binnenstruktur“ ihres Götterapparates – durch ein in sich gegliedertes und durch ein Handlungssystem bestimmtes Pantheon.
Die polytheistischen Religionen stehen den monotheistischen Religionen mit nur einem Gott gegenüber. Eine Zwischenform ist die Monolatrie, die durch die Verehrung nur einer einzigen Gottheit als „Spezialgott“ gekennzeichnet ist, der neben anderen Göttern einer ethnischen Götterwelt steht. In der Kosmologie monotheistischer Religionen werden die polytheistischen Götter mit ihren unterschiedlichen Funktionen teils zu Attributen des einzigen Gottes zusammengefasst, teils tiefergestellten übernatürlichen Wesen wie Engeln und Heiligen übertragen.
Dass eine Person an mehrere Götter glaubt, deutet nicht an, dass er sie alle notwendigerweise gottesdienstlich verehrt. Eine Variante des Polytheismus ist der Henotheismus. Henotheisten glauben an eine Vielfalt von Göttern, erkennen jedoch zeitlich begrenzt einen höchsten Gott an. Einige sehen im henotheistischen Polytheismus eine Form des Monotheismus; Historiker meinen aber eher, die monotheistischen Religionen seien im Henotheismus entstanden. Praktisch alle Juden, Christen und Moslems heute sehen jedoch den Henotheismus als Polytheismus an.

## Polytheismus im Altertum
Die meisten Religionen des Altertums waren polytheistisch und verfügten über eine eigene traditionelle Götterwelt, häufig angereichert mit Gestalten aus jahrhundertealten kulturellen Begegnungen und Vorstellungen.
Zu den bekannten Götterwelten des antiken Polytheismus zählen die der sumerischen Götter, der babylonischen Götter, der assyrischen Götter, der Götter Kanaans und Ugarits, der griechischen und römischen Götter, der ägyptischen Götter, die skandinavischen Asen und Wanen, die germanischen und keltischen Götter, Göttersysteme der Balten, Finnen, Slawen, Orisha, Yoruba, die Götter der Maya und Azteken. Heute bezeichnet man die meisten historischen polytheistischen Religionen als Mythologie. Vielfach sind auch, wo die Überlieferung nur mündlich gepflegt wurde, wie bei den Kelten, nur Namen und wenige Bemerkungen in Texten benachbarter Kulturen erhalten.
Nur wenige Religionen des Altertums waren nicht polytheistisch. Dazu zählen das monotheistische Judentum und Christentum, der dualistische Zoroastrianismus sowie der Mithraismus.
Dagegen herrschte bei nahezu allen Stämmen und Völkern der Frühzeit die Vorstellung, dass es viele Götter und Göttinnen gebe. Bereits eine sumerische Götterliste aus der ersten Hälfte des 3. Jahrtausends umfasst rund 1000 Götternamen, die vor allem verschiedene Kräfte der Natur repräsentieren.
Warum die Menschen der Frühzeit in ihren Bemühungen, ihre Umwelt und ihr Schicksal zu verstehen und zu bewältigen, eher einen Pantheon von Göttern und Göttinnen aufbauten, als an einen einzigen Gott zu glauben, kann man exemplarisch an einem mesopotamischen Mythos illustrieren, der auf einem Keilschrifttäfelchen ca. aus dem Jahr 1700 v. Chr. zu finden ist. Fragmente dieses Mythos findet man aber auch noch auf Resten von Täfelchen aus der Zeit 700 v. Chr. – er ist also mindestens 1000 Jahre lebendig geblieben. Die Götter beauftragten den Pestgott Namtar die Menschen zu vernichten. Dieser begann sie mit der Pest zu töten. Ein Gott aber, der Mitleid mit den Menschen hatte, nämlich Enki, verriet dem Menschen Atrachasis ein Ritual, mit dem sie die Seuche besiegen können. Die Menschen sollen von allen Göttern ausschließlich den Pestgott Namtar verehren und nur ihm opfern, und zwar bis er, überschüttet mit Opfern, von seinem tödlichen Tun ablässt. So geschieht es. Dank der Opfer lässt der Pestgott von seinem Wüten ab und die Menschheit lebt weiter. Nun beschließen die Götter, dass der Regengott Adad es nicht mehr regnen lassen soll und die ihm zugeordnete Korngöttin Nisaba kein Korn mehr wachsen lassen soll. So geschieht es. Und wieder verrät der Gott Enki dem Atrachasis das rituelle Gegenrezept: Nun verehren und opfern die Menschen allein Adad und Nisaba, und zwar bis Regen fällt und die Vegetation wieder auflebt. Dieser Mythos zeigt die Ursache für den Polytheismus. Die Menschen in ihrer Sorge, Gefahren wie Seuchen abzuwenden und lebenspendende Zustände wie Regen, Sonne oder Fruchtbarkeit der Pflanzen und Tiere aufrechtzuerhalten, suchen Wege, dies durch magische und rituelle Handlungen abzusichern und stellen sich für das jeweilige Problem Götter und Göttinnen als ansprechbare und beeinflussbare personale Wesen vor. Einige der Völker stellen sich die Götter in Menschengestalt vor (anthropomorph), einige in Tiergestalt (zoomorph), einige in beiden Gestalten und teilweise auch als Mischwesen. (Schon in den Felszeichnungen als ältesten Zeugnissen menschlicher Bilddarstellung gibt es Tierdarstellungen, Menschendarstellungen und vereinzelt Mischwesen.) Im mesopotamischen und im kanaanitischen Pantheon haben die Götter und Göttinnen fast durchgehend Menschengestalt. Tiergötter und Menschtiermischwesen finden sich dagegen stark vertreten in Ägypten und im amerikanischen Kulturkreis.
In vielen Zivilisationen neigten die Götterwelten dazu, mit der Zeit anzuwachsen. Gottheiten, die zunächst zum Schutz bestimmter Städte oder Plätze angebetet wurden, wuchsen mit der Vergrößerung der Reiche zu mächtigen Nationalgöttern heran. Eroberungen konnten zur Unterordnung eines älteren Pantheon in der besiegten Kultur führen, bis ein neueres entstand, wie in der griechischen Titanomachie und vielleicht auch bei Aesir und Vanir in Skandinavien. Kultureller Austausch konnte dazu führen, dass „die gleiche“ Gottheit an zwei Orten unter unterschiedlichen Namen verehrt wurde, wie es bei den Griechen, Etruskern und den Römern der Fall war. Ähnliches geschah bei der Einführung von Elementen einer „fremden“ Religion in einen lokalen Kult, als die ägyptische Osirisreligion nach Griechenland gebracht wurde. Nach Veyne (2005) stellte der antike Mensch sich die Götter als überwältigende, anbetungswürdige, den Menschen überlegene Wesen vor. Sie waren Inhalt eines einfachen Narrativs im Sinne einer literarischen Figur. In der Vorstellungswelt der Glaubenden hatten sie ein bestimmtes Alter erreicht, woran sich ebenso wenig änderte, wie an der Anzahl ihrer Nachkommen.
Die heidnische Religion und Kulte aber machten kein Angebot eines liebenden Gottes. Die pagane Frömmigkeit gründet auf die Opfer. Die Götter sind aus der paganenen Vorstellungswelt nicht sehr eng mit der Menschheit verbunden, so dass man sie beständig stören dürfte. Sie werden nicht über die eigene, individuelle seelische Befindlichkeit in Kenntnis gesetzt. Einzig darf der Glaubende sie an die Beziehung erinnern, die mit einem von ihnen durch wiederholt dargebrachte Opferungen entstanden ist. Pagane Religiosität sei nach Veyne ein Ensemble von Praktiken, es ginge nicht um dezidierte Überzeugungen und Vorstellungen, sondern darum seine Religion zu praktizieren. Die Götter, so in der Vorstellung der Glaubenden, achteten darauf, dass ihre Person, ihr Namen und Tempel, ihre Würde respektiert und bemerkt würden. Im Paganismus sei jede sich im Bewusstsein des Glaubenden abspielende Verbindung zwischen den Göttern und den Menschen fremd. Die Heiden traten in Beziehungen zu ihren Göttern ein die auf der Vorstellung vom Nutzen in einer gegebenen Situation, im Sinne eines erneuerbaren Vertrages beruhte. Sie konnten ihre Beziehungen zu den einzelnen Gottheiten ändern. Das Christentum durchdrang hingegen viel tiefer die Vorstellungswelt des Gläubigen.

## Polytheismus heute
Ansätze des Polytheismus finden sich in der Gegenwart vor allem im aus Tibet stammenden Bön-Glauben, dem in Brasilien verbreiteten Candomblé-Glauben, dem in Kuba entwickelten Santería-Kult, der in Japan vorherrschenden Shintō-Religion, dem modernen Voodoo-Glauben, der Wicca-Bewegung sowie in den zahlreichen neopaganischen Religionen Europas.
Polytheismus gibt es ferner in nicht christianisierten Gegenden Ozeaniens und des Amazonasbeckens. Letztere schrumpfen teils durch das Aussterben dieser Stämme, ihr Aufgehen in der modernen Kultur oder Missionierung durch christliche oder islamische Gruppen (siehe Schirk und Daʿwa). Die äußerst unterschiedlichen Götter- und Geisterwelten der Stämme werden unter dem Oberbegriff „Ethnische Religionen“ zusammengefasst.
Soweit traditionelle Stämme oder Völker einen neuen monotheistischen Glauben (oder in den sozialistischen Ländern, etwa der Sowjetunion, den Atheismus) aufgezwungen bekamen, wurde und wird der alte polytheistische Glaube oft heimlich von vielen oder einigen weiterpraktiziert. Bei Nachlassen des staatlichen oder sozialen Drucks entstanden und entstehen dann teilweise Mischreligionen (Synkretismus). So gibt es in Südamerika sowohl Mischreligionen zwischen Christentum und alten polytheistischen religiösen Vorstellungen bestimmter südamerikanischer Indiovölker und mesoamerikanischer Ethnien, wie etwa die der Maya und Azteken, als auch zwischen Christentum und alten polytheistischen Glaubenssystemen der Nachkommen der vor allem aus Westafrika in die Sklaverei verschleppten Menschen, wie die verschiedenen Richtungen der Santería und Candomblé und andere afroamerikanische Religionen.
Teilweise werden die Glaubenssysteme der Völker und Stämme – bewahrt oft von wenigen Menschen – auch komplett reaktiviert, wie dies zurzeit beim zentralasiatischen Tengrismus zu beobachten ist. Solche Reaktivierungen gibt es auch bei Teilen einiger polytheistischer Religionen nordamerikanischer Indianerstämme.

### Abrahamitische Religionen
Islamische Gelehrte, einige jüdische Gelehrte und zum Teil auch unitarische Christen verstehen die christliche Trinitätslehre ebenfalls als Polytheismus, was die trinitarischen Christen deutlich zurückweisen. Der erste Grund, weshalb die Trinitätslehre als Polytheismus betrachtet wird, ist die Vorstellung, dass Jesus Christus und der Heilige Geist als Gott bezeichnet bzw. angesehen werden. Der Vater, der „Sohn“ Jesus Christus und der Heilige Geist würden der Trinitätslehre zufolge zusammen den einzigen, dreifaltigen bzw. dreieinigen Gott bilden. Der zweite Grund, weshalb die Trinitätslehre als Polytheismus betrachtet wird, ist, dass Jesus Christus als „Sohn Gottes“ angesehen wird – der Glaube der Sohnschaft lasse Jesus Christus an der Herrschaft Gottes teilhaben.
Die Lehre des Mormonentums von der „Mehrzahl der Götter“ wird von anderen Christen als polytheistisch bezeichnet, was die Mormonen wiederum zurückweisen.

### Hinduismus
Der vielfältige Religionskomplex des Hinduismus ist hingegen nur in einzelnen Ausprägungen polytheistisch und wird in Fachkreisen als henotheistisch kategorisiert. Der vedische Hinduismus (etwa 1200 bis 600 v. Ch.) war eine rein polytheistische Religion, allerdings hat sich in späterer Zeit ein Monismus entwickelt. Von außen betrachtet scheint die Götterwelt vielfältig. Folgendes kurzes Gebet (Mahakalasamhita), das in verschiedenen Variationen bekannt ist, drückt das hinduistische Verständnis vom Göttlichen aus (hier weiblich gesehen): „Wie die Sonne, die sich in den Teichen spiegelt, als ungezählte Sonnen erscheint, so erscheinst auch du, O Mutter, als viele – Du Eine ohne Zweites, Höchstes Brahman!“
Sämtliche Upanishaden setzen sich mit dieser „Einheit in der Vielfalt“ auseinander.

### Buddhismus
Der Buddhismus wird nicht als polytheistisch angesehen. Einige Glaubensrichtungen des Buddhismus, vor allem im Mahayana, schließen die Verehrung von Bodhisattvas mit ein. Diesem teilweise sehr umfangreichen (oft von anderen, älteren Lokalreligionen übernommenen) „Götterhimmel“ wird z. B. in Gebet, durch Opfer und durch vielfältige Rituale gehuldigt. Bodhisattvas gelten dennoch nicht als göttliche Wesen. Eher gelten sie als Menschen, die ein hohes Stadium der Erleuchtung erreicht haben. Je nach buddhistischer Auffassung können bestimmte Menschen, alle Menschen oder sogar alle fühlenden Wesen (v. a. im Mahayana) einen ähnlichen Zustand der Erleuchtung erreichen.

### Afrikanische Religionen
Die Mehrheit der traditionellen afrikanischen Religionen geht von einem himmlischen Hochgott aus, der zumeist durch Delegation der Schöpferkraft an seine Nachkommen im Lauf der Zeit auch von seiner Verehrung eingebüßt hat. Wo ein Himmelsgott existiert, der seine Aufgabenbereiche an verschiedene Gottheiten aufgeteilt hat (Gott des Regens, der Fruchtbarkeit, des Eisens usw.), liegt noch kein eigentlicher Polytheismus vor. Ausgeprägte Formen von Polytheismus gibt es in solchen afrikanischen Gesellschaften, die aus einem Ahnenkult heraus mythische Urahnen vergöttlicht haben, oder wo Funktionsgötter wie zum Beispiel mehrere hundert Orishas bei den Yoruba und Ewe als zentrale Autoritäten einzelner Clans verehrt werden (siehe Afrikanische Kosmogonie).

## Erdichten, Erschauen, Import von Göttern
Es ist zu vermuten, dass die Gründe für den Import von Göttern und Mythen die gleichen sind, wie die Gründe für das bewusste „Erdichten“ oder das „Erschauen“ von Göttern und deren Funktion und Geschichten in erinnertem Traum oder Visionen und Trance – seien sie bewusst oder unbewusst hervorgerufen durch Schlaf, Zeremonien, Meditationstechniken, Hunger (Fasten), Drogen, überlangem Wachen (Schlafentzug) oder auch Krankheiten (z. B. Fieberträume oder Fehlfunktionen des Gehirns).
Insbesondere dem Erdichten kommt wohl allerdings eine größere Rolle zu, als gemeinhin angenommen wird. Der Gilgamesch-Epos, um die älteste Schicht sumerischer Überlieferung anzusprechen, ist religionsschöpfend, hat aber weder etwas von einer Vision noch etwas von einem Fiebertraum. Es geht vielmehr um Weltverständnis, Welterklärung und um Fertigwerden mit der Welt, dem Zusammenleben mit anderen Menschen und um die Bewältigung des eigenen Lebens. Von dem uralten sumerischen Zyklus um die Liebesgeschichte von Inanna und Dumuzi wurden bisher 38 Liebeslieder, die gleichzeitig Kultgesänge sind, mit 1700 Versen gefunden. Auch hier liegt hochwertige religiöse Dichtung vor, nicht die Niederschrift eines Fiebertraumes. Den Menschen ging es damals nicht darum, sich in eine bunte und spannende Phantasiewelt zu träumen, obwohl auch dieses Motiv in manchen Geschichten und Mythen sichtbar ist, sondern um ein Zurechtfinden in der Welt, ein Zurechtfinden mit ihrem Leben und auch um Kontrolle über dieses Leben und auch das Unkontrollierbare. Schon die frühesten Handelsbeziehungen führten auch zu Kontakten mit fremden Mythen und Glaubensvorstellungen. Soweit diese faszinierend sind, werden sie gehört und später auch gelesen, so wie man heute noch die ja ebenfalls vom Ursprung her religiösen Sagen der Griechen, Römer und Germanen liest, ohne dass mehr als eine Handvoll der Millionen Leser beginnt griechische Götter anzubeten. Wenn die Annahme dieser Geschichten und Glaubensinhalte als wahr aber verspricht, eine Minderung eigenen seelischen Leides (Ängste, Unsicherheit, Trauer, Einsamkeit, Sinnlosigkeit, Zweifel etc.), eine Verbesserung des seelischen Zustandes (Ermutigung, Sinn, innere Ruhe, Entschlossenheit, Tröstung, Geborgenheit), positive Gemeinschaft mit Menschen oder Kontrolle über das eigene Schicksal, bedrohliche oder erwünschte Naturkräfte und Menschen zu erreichen, ist mit der Annahme eines neuen Mythos bzw. Glaubens zu rechnen.

### Allgemein
- Jörg Rüpke: Wie funktioniert Polytheismus? Götter, Bilder, Reflexionen. Mediterraneo antico XV, 1–2, 2012, S. 233–246 ( auf academia.edu)

### Spezielle
- Michael Stausberg: Monotheismus, Polytheismus und Dualismusim Alten Iran. S. 91–111 In: Manfred Krebernik, Jürgen van Oorschot (Hrsg.): Polytheismus und Monotheismus in den Religionen des Vorderen Orients. Ugarit, Münster 2002,